# التنزيل التدريجي
التنزيل التدريجي هو عملية نقل ملفات الوسائط الرقمية من خادم إلى وكيل المستخدم، ويجري ذلك غالبًا عبر ميفاق نقل النصوص الترابطية (الإختصار بالعربية: "مننت", الإختصار الأعجمي: "HTTP") عند تنفيذ العملية عبر الحاسوب. يتميّز هذا النوع من التنزيل بإمكانية بدء تشغيل المادة السمعية أو المرئية قبل اكتمال تحميلها الكامل، مما يُمكّن المستخدم من المشاهدة أو الاستماع أثناء استمرار التحميل. يكمن الفارق الجوهري بين الوسائط المتدفقة والتنزيل التدريجي في كيفية استقبال جهاز المستخدم النهائي لبيانات الوسائط.
يعتمد مشغّل الوسائط الذي يتيح تشغيل الملفات بالتنزيل التدريجي على وجود بيانات وصفية سليمة ضمن ترويسة الملف، وعلى وجود صوان يستقبل البيانات تدريجيًا أثناء تحميل ملف الوسائط الرقمية من الخادم. عندما يبلغ حجم البيانات المحفوظة في هذا الصوان قدرًا معينًا محددًا سلفًا، يبدأ تشغيل الوسائط تلقائيًا. يكون هذا المقدار من البيانات المستقبلة في الصوان الذي يُعد شرطًا لبدء التشغيل مُضمّنًا ضمن إعدادات التشفير التي يعتمدها منتِج المحتوى الرقمي، ويُدعّم أيضًا بإعدادات إضافية خاصة بالصوان يفرضها مشغّل الوسائط نفسه.

## تاريخ التنزيل التدريجي
في بدايات تقنيات الوسائط الرقمية، كانت الملفات المعروف باسم المجموعة المشركة لخبراء الصور (ممخص) أول وسائط بصرية تُقدّم عرضًا مرئيًا تدريجيًا, إذ كانت تُنزَّل هذه الملفات على مراحل متتابعة، وكان يُشار إلى هذه العملية فعليًا باسم التنزيل التدريجي.

## التنزيل التقدّمي عبرمننتفي مقابلالوسائط المتدفقة
تتشابه تجربة المستخدم النهائية في هذا السياق مع تجربة الوسائط المتدفقة، غير أن الملف يُحمّل فعليًا على قرص فعلي ضمن جهاز المستخدم. غالبًا ما يُخزَّن هذا الملف في الدليل المؤقت للمتصفّح الشبكي المستخدم، إذا كانت الوسائط مضمّنة ضمن صفحة إلكترونية، أو يُحوَّل إلى مجلد تخزين يُحدَّد مسبقًا ضمن تفضيلات مشغّل الوسائط المُستخدَم للتشغيل. إذا تجاوز معدّل التشغيل اللحظي سرعة تنزيل الملف، فإن التشغيل قد يتقطّع أو يتوقف مؤقتًا، ليُستأنف من جديد بعد تحميل المزيد من البيانات.